# Флот
Флот — сукупність суден будь-яких видів, найбільша одиниця вимірювання кількості суден. 
Флот можуть розрізняти за:
- призначенням: торговельний флот, науково-дослідний флот, промисловий флот, військовий флот,
- типом суден: парусний флот, галерний флот, дизельний флот,
- районом дислокації: Чорноморський флот, Тихоокеанський флот, Другий Атлантичний флот.

Інколи вживається також щодо інших транспортних засобів, здебільшого на позначення їх сукупності у руках одного власника: повітряний флот авіакомпанії, автомобільний флот підприємства прокату або автобусний флот транспортного підприємства.

## Військовий флот
Військовий флот — оперативно-стратегічне об'єднання військово-морських сил держави, призначене для ведення військових дій на океанському (морському) театрі воєнних дій. Складається з об'єднань, з'єднань/частин, різних видів (сил) — підводних човнів, надводних кораблів, морської авіації, морської піхоти, а у ряді держав і берегових ракетно-артилерійських військ. Флот очолюється командувачем/головнокомандувачем. До його складу входять штаб і інші органи управління, а також різні служби тилу, зв'язку, озброєння, судноремонту тощо.